# Fikile Ntshangase
Fikile Ntshangase (falecida a 22 de outubro de 2020) foi uma activista ambiental sul-africana.
Ntshangase opôs-se à expansão de uma mina de carvão operada pela Tendele Coal perto de Somkhele, na província de KwaZulu-Natal, perto da sua casa em Ophondweni. Ela foi um dos principais membros da Organização de Justiça Ambiental da Comunidade Mfolozi, MCEJO, que lutou contra a expansão da mina perto da Reserva de Caça Hluhluwe-Imfolozi.
Alguns membros da comunidade, que tradicionalmente dependiam do pastoreio e da agricultura, estavam a fazer campanha para preservar a natureza selvagem da área, mas outros membros da comunidade precisavam de continuar a trabalhar na mina e apoiar a expansão, levando a tensões crescentes. Em abril, 19 tiros foram disparados na casa de outro activista anti-mineração, Tholakele Mthethwa.
Moradores próximos à mina foram intimidados e ameaçados de violência nos meses anteriores ao assassinato de Ntshangase. As famílias que se recusaram a mudar-se das suas terras ancestrais foram baleadas. Por volta das 18h30 do dia 22 de outubro de 2020, de acordo com a polícia local, quatro homens entraram na casa de Ntshangase e a mataram a tiros. Ela tinha 65 anos.
A sua morte foi parte de uma tendência crescente de activistas ambientais assassinados, já que um número recorde foi morto em todo o mundo em 2019, de acordo com um relatório da Global Witness de julho de 2020.